# Hydrobaenus paucisaeta
Hydrobaenus paucisaeta är en tvåvingeart som beskrevs av Tuiskunen 1986. Hydrobaenus paucisaeta ingår i släktet Hydrobaenus och familjen fjädermyggor.
Artens utbredningsområde är Norge. Arten har ej påträffats i Sverige. Inga underarter finns listade i Catalogue of Life.